# Alberto Otárola
Luis Alberto Otárola Peñaranda (Huaraz, 12 de fevereiro de 1967) é um advogado e político peruano. Exerceu o cargo de Presidente do Conselho de Ministros do Peru, entre 21 de dezembro de 2021 e 5 de março de 2024 no governo de Dina Boluarte. Foi Ministro da Defesa do Peru entre 2011 e 2012 no governo de Ollanta Humala.
Em 5 de março de 2024, Alberto Otárola foi obrigado a demitir-se depois de ter sido implicado num caso de tráfico de influências.